# Marcus Michael Mies
Marcus Michael Mies (* 30. März 1969 in Wuppertal) ist ein deutscher Schauspieler.

## Leben
Mies war von 1992 bis 1994 Mitglied des freien Theaterensembles Remscheid, mit dem er 1993 auch eine Theater-Tournee durch die Vereinigten Staaten unternahm; er spielte unter der Regie von Frank Dukowski die Titelrolle in dem Drama Kain von Friedrich Koffka. Er absolvierte von 1993 bis 1997 eine Schauspielausbildung am Max Reinhardt Seminar in Wien. Danach arbeitete er schwerpunktmäßig als Theaterschauspieler an Bühnen in Wien und Berlin. 
Zu seinen Bühnenrollen gehörten unter anderem: Stanley Kowalski in Endstation Sehnsucht (Rotationstheater Remscheid), Vincenzo in Streit in Chiozza (1993, Festspiele in der Burgruine Gars am Kamp), Preston in der Uraufführung der Oper Die Wände von Adriana Hölszky (1995, Wiener Festwochen; Regie: Hans Neuenfels), die Titelrolle in Edward II. (1996, Studio Molière Wien) und Schnauz in Ein Sommernachtstraum (1995, Schlosstheater Schönbrunn; Regie: Roger Croucher).
Seit Ende der 1990er Jahre widmete sich Mies verstärkt der Film- und Fernseharbeit; jedoch übernahm er immer wieder auch Theaterrollen. 2008 spielte Mies am Kölner Theater 24 die Rolle des Obdachlosen in dem Theatermonolog Die Nacht vor den Wäldern von Bernard-Marie Koltès. Für seine Interpretation der existentiellen Einsamkeit des Mannes erhielt Mies sehr gute Kritiken. Mehrfach trat Mies auch am Theater Tiefrot in Köln auf. Dort spielte er 2008 in einer Bühnenfassung der Erzählung Der kleine Prinz. Mies' Interpretation mehrerer Rollen wurde positiv rezensiert: „Das anfangs gezielt trockene Spiel von Marcus M. Mies geht über in Erkennen und Mitgefühl, in erlangtes Bewusstsein, das sich auf den Zuschauer überträgt.“
Er war dort in der Spielzeit 2009/2010 in der Tragikomödie Liebesspiele von Alfred de Musset (2009), als Sultan Saladin in Nathan der Weise (2009; Regie: Volker Lippmann) und in Die Bakchen (2010) zu sehen. Mies gab dem Charakter des Sultans Saladin „das Wesen eines eher skrupellosen Geschäftsmannes“.
1999 gab Mies sein Filmdebüt in dem Kurzspielfilm Vor dem Gesetz. Er verkörperte die Rolle des Mannes vom Land  in dieser filmischen Auseinandersetzung mit dem gleichnamigen Prosatext von Franz Kafka. In der ARD-Fernsehserie St. Angela verkörperte er 1998 bis 2000 die durchgehende Serienrolle des Pflegeschülers Nils Roth. In der Krimiserie Zwei Profis hatte er 2002/2003 ebenfalls eine durchgehende Serienrolle als junger Polizeikommissar Tom Julik.
Mies spielte außerdem Episodenrollen in den Serien In aller Freundschaft, SOKO Köln, in der RTL-Actionserie 112 – Sie retten dein Leben und in der RTL-Daily Soap Unter uns. 2011 war er in der ZDF-Telenovela Lena – Liebe meines Lebens in einigen Folgen in der Rolle des schmierigen Musikproduzenten Ulf Böhler zu sehen. 
Mies lebt in Köln.

## Filmographie (Auswahl)
- 1998–2000: St. Angela
- 1999: Vor dem Gesetz (Kurzspielfilm)
- 1999: Das Bikini Atoll (Kurzfilm)
- 2000: In aller Freundschaft
- 2002–2003: Zwei Profis (Fernsehserie)
- 2004: Klatschmohn
- 2006: SOKO Köln
- 2008: 112 – Sie retten dein Leben
- 2009: Unter uns
- 2011: Lena – Liebe meines Lebens (Telenovela, Nebencast als Ulf Böhler)